# Németh Gábor (zenész)
Németh Gábor (Budapest, 1955. augusztus 29. –) magyar dobos, zeneszerző, a Bikiniből ismert basszusgitáros Németh Alajos bátyja.

## Pályafutása
A Liszt Ferenc Zeneművészeti Főiskola Jazz tanszakán szerzett diplomát 1976-ban. Jelenleg a Németh Gábor Project vezetője, továbbá a Dinamit és a lengyel SBB tagja, részt vesz az időszakosan működő Skorpió és Ős-Bikini koncertjein. Játszott még a Theátrumban, az Apostolban, a D. Nagy Lajos-féle Bikiniben, a Beatricében és a P. Mobilban is. Németh Gábor Premier dobokat és Paiste cintányérokat használ.
Beceneve az Őrnagy úr, amit precíz munkájáért kapott. Később a P. Mobilban „előléptették” Alezredessé.

## Diszkográfia

### Skorpió
- Kelj fel! (1977)
- Gyere velem! (1978)
- The Run (svédországi kiadás, angol nyelven, 1978)

### Dinamit
- Dinamit (1980)
- A híd (1981)
- Játszd, ahogy akarod (2010)

### Bikini
- Hova lett… (1983)
- XX. századi híradó (1984)
- Ezt nem tudom másképp mondani (1985)
- Nagy Feró és az Ős-Bikini – Dupla PeCsa-buli (1999)

### P. Mobil
- Honfoglalás (szimfonikus verzió, 1995)
- Honfoglalás '96 (rockverzió, 1996)
- Kutyából szalonna (1998)
- Fegyvert veszek (mp3 / promó-CD, 2008-as stúdiófelvétel, bónuszként felkerült a Mobileum plusz albumra, 2009)
- Múlt idő 1985–2007 (mp3 / promó-CD, Az Örökmozgó lettem... című P. Mobil könyv 2. CD-melléklete, 2009)

### Németh Gábor Project
- Könnyű Lépések (2003)
- Fehér Színek (2005)

### SBB
- The Rock (2007)
- Iron Curtain (2009)
- Blue Trance (2010)